# غاريث كوك
غاريث كوك (بالإنجليزية: Gareth Cook)‏ هو صحفي أمريكي، ولد في 15 سبتمبر 1969 في آن آربر في الولايات المتحدة.